# إدموند إيفانز
إدموند إيفانز (بالإنجليزية:Edmund Evans) (ولد 23 فبراير 1826 – توفى 21 أغسطس 1905) حفار خشب إنجليزي شهير وعامل في مطبعة للألوان أثناء العصر الفكتوري. تخصص إيفانز في الطباعة كاملة الألوان، والتي أصبحت شعبية في منتصف القرن التاسع عشر، ويرجع الفضل في ذلك جزئياً إلى أعماله. وظف إيفانز بعض الرسامين وتعاون معهم مثل والتر كراني، راندولف كالديكوت، كاتي غريناواي، وريتشارد دويل لإنتاج ما يُعرف الآن بكتب الأطفال الكلاسيكية. بالرغم من قلة ما يُعرف عن حياته، لكنه كتب سيرة ذاتية قصيرة قبل وفاته عام 1905، وتحدث فيها عن عمله في المطبعة خلال العصر الفكتوري في لندن.
بعدما فرغ إيفانز من التعليم المهني، خطط للدخول في مشروعاته الخاصة. في بداية الخمسينيات من القرن التاسع عشر اشتهر إيفانز لعمله في مطبعة لأغلفة الروايات الرخيصة تُعرف بالأغلفة الصفراء. أما في بداية الستينيات من القرن التاسع عشر بدأ إيفانز في طباعة كتب للألعاب وكتب للصور بالتعاون مع دار روتليدج آند وارن للطباعة والنشر. كان يطمح إلى إنتاج كتب للأطفال تتميز بجمال المظهر وبالسعر المناسب. أنتج إيفانز على مدى ثلاثة عقود مجلدات متعددة في كل عام، فصمم كراني رسومات المجلد الأول وصمم كالديكوت وغريناواى كلاهما المجلدات الأخرى.
استخدم إيفانز الطباعة الخشبية تُعرف بفن الرسم بألوان الخشب – والذي كان يستخدم في البداية في الكتب المتسلسلة رخصية الثمن وكتب الأطفال التي تتطلب بعض الألوان – لزيادة الأرباح. إضافة إلى ذلك أتاح هذا الفن تنوع في الألوان والنغمات عن طريق دمج الألوان. كان تنفيذ تلك التقنية عملية صعبة لأنها تتطلب نقش معقد لتحقيق أفضل النتائج. يمتلك إيفانز عين تميز التفاصيل بشدة، كما استخدم الضغط باليد وما يصل إلى دزينة من قوالب الألوان لعرض صورة واحدة. مضى إيفانز في عمله ليصبح حفار خشب وعامل مطبعة الألوان الأكثر شهرة في بريطانيا خلال النصف الثاني من القرن التاسع عشر.

## المهنية والعمل السابق

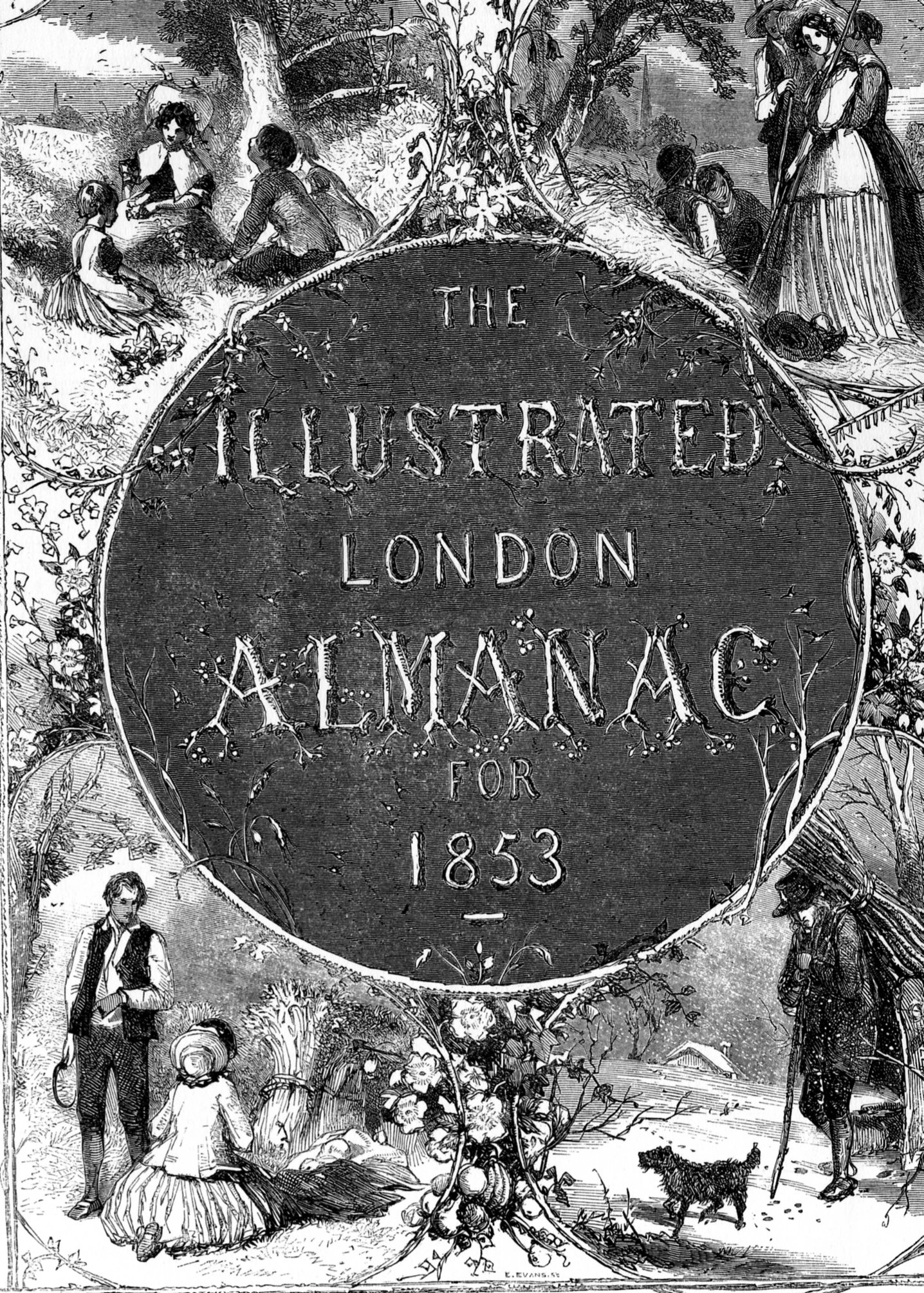
عنوان الصفحة "روزنامة لندن التوضيحية" تعود لعام 1853، هو مثال لأعمال إيفانز الحفرية. صمم الرسمة مايلز بيركت فوستر

وُلد إيفانز في ساوثوارك بلندن يوم 23 فبراير عام 1826، لوالدين هما هنري إيفانز وماري إيفانز. التحق بمدرسة في منطقة جامايكا رو حيث استمتع بتعلم الرياضيات إلا أنه ودَّ لو تعلم اللاتينية. عندما كان إيفانز في الثالثة عشر من عمره بدأ عمله صبي للقراءة في دار الطباعة لصموئيل بنتلي في لندن عام 1938، ومع ذلك تم تعيينه ساعي للرسائل العامة بسبب عرقلة تأتأته مهام القراءة. بالرغم من طول مدة ساعات العمل - التي تمتد من السابعة في الصباح حتى التاسعة أو العاشرة في المساء - لكن إيفانز كان مفتون بفن الطباعة والكتب التي تنتجها المؤسسة. أدرك بنتلي مبكراً موهبة الطفل بعد متابعة محاولاته في حفر الرسوم التوضيحية على صخور الاردواز، لذلك رتب له تدريب مهني مع حفار الخشب إبينزر لاندلز.
بدأ إيفانز عمله مع لاندلز عام 1840. كانت تتضمن مهمته تسليم بروفات من الرسومات ليوافق عليها الفنانين مثل إدوارد دالزيل، أو الأدباء مثل تشارلز ديكنز. بعد مرور عام أصدر لاندلز مجلة اللكمة، وخلال الشهور الأولى من عام 1842 رسم إيفانز أغلفة العدد الجديد. تعاون إيفانز مع مايلز بيركت فوستر، وجون غريناواي، وجورج دالزيل، كما أصبحوا أصدقاء. صار فوستر وإيفانز أصدقاء مدى الحياة. عندما تَسَلَّم لاندلز مهمة من مجلة أخبار لندن المصورة ليجهز رسومات للملكة فيكتوريا والأمير ألبرت، أرسل إيفانز وفوستر إلى قلعة بالمورال لعمل رسومات تخطيطية التي تولَّى إيفانز مهمة نقشها. قبل انتهاء عمله صبي، كانت كثرة طلبات مجلة أخبار لندن المصورة تتسبب في العمل المتأخر لإيفانز في المساء والعودة مبكراً في الصباح.
كان إيفانز قد بلغ سن الحادية والعشرين عندما انتهت فترة تدريبه المهني عام 1847، ورفض عرض لاندلز لتوظيفه؛ إذ أنه قرر أن يبدأ عمله الخاص في حفر الخشب وطباعة الألوان. قام إيفانز عام 1848 بحفر رسمة لعنوان صفحة – من بين العديد من التكليفات – لمجلة أخبار لندن المصورة؛ ومع ذلك توقفت عن تكليفه بالمهام على أساس أن حرفته في حفر الخشب ستكون مناسبة أكثر للعمل الصحفي. أظهرت طباعته الأخيرة لمجلة أخبار لندن المصورة الفصول الأربعة التي زينها فوستر بالرسوم. في الحقيقة تَسَلَّم فوستر أولى مهامه من دار نشر انجرام وكوك وكومباني لاستنساخ المشاهد الأربعة بالرسم الزيتي. في عام 1851 اختار انجرام إيفانز لحفر ثلاث رسومات لرحلات إيدا بفايفر في الأراضي المقدسة. استخدم إيفانز ثلاث ألواح خشبية لعمله: طُبع اللوح الأساسي الموضح للرسمة بلون بني غامق، وطُبع اللوحان الآخران بلون برتقالي يميل للأصفر، وأزرق يميل للرمادي. أنتج إيفانز عمل لنفس المؤسسة؛ فرسم غلاف كتاب مستخدماً درجات اللون الأحمر والأزرق الساطع على ورق أبيض. في ذلك العام تم تكليفه لأول مرة بطباعة كتاب من تأليف فاني فيرن ورسم فوستر. أتاحت وفرة أعمال إيفانز تدريب شقيقاه – ويلفريد وهيربرت – وشراء مكبس يدوي. سرعان ما نقل إيفانز مقره إلى ساحة الراكيت، واستطاع شراء ثلاثة مكبس يدوية أخرى.
في أوائل الخمسينيات من القرن التاسع عشر صمم إيفانز أغلفة للكتب تُعرف بالأغلفة الصفراء، وهي «كتب لها أغلفة ورقية مطلية بلون أصفر لامع نقي». كما أنه طور من طريقة أداءه، وأصبح عامل المطبعة المُفَضَّل للعديد من دار النشر الموجودة بلندن، وبحلول عام 1853 صار رئيس مطبعة الأغلفة الصفراء في المدينة. طور إيفانز من الأغلفة الصفراء، فقد صار يشمئز من أغلفة الكتب الورقية البيضاء لأنها أصبحت متسخة ومُشَوَّهة؛ ونتيجة لذلك اختبر الورق الأصفر بالمعالجة قبل إضافة الرسمة المطبوعة. كانت تستخدم الأغلفة الصفراء غالباً للطبعات الكاسدة لذلك كانوا يستخدمونه في الطبعات المُعادة أو المخلفات، كما كانوا يذرون أعداداً ضخمة بأكملها من تلك الأغلفة للناشرين. بعض المصطلحات التي تُطلق على مثل هذه الكتب أيضاً هي: «القصص الرخيصة»، أو «روايات السكة الحديد»، أو «الملصقات». شكل إيفانز للرسومات فريق من الفنانيين مثل جورج كريكشنك، وفيز، وراندولف كالديكوت، ووالتر كراني. كان يتميز الغلاف الأول لإيفانز بألوانه الباهرة حيث استخدم فقط درجات اللون الأحمر والأزرق، وطبع اللون الأزرق فوق الأسود لابتكار ما ظهر كخلفية سوداء. استكمل إيفانز استخدام اللونين الأحمر والأزرق، ونقش درجات اللون الأحمر الخافت في تدرج لتلوين الوجوه والأيدي، كما نقش القوالب الزرقاء بطريقة ساعدت على ابتكار التركيب والأنماط. كتب إيفانز المُحققة والتي قد تكون غير ناجحة خلال طبعتها الأولى كان من السهل بيعها بغلاف فني ذي تصميم عالي الجودة.

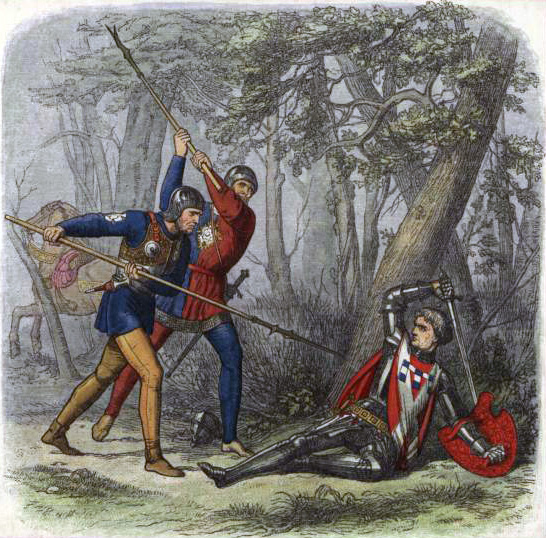
"موت صانع الملك" من تاريخ إنجلترا، حفر إيفانز الخشب بالألوان، رسمها جيمس دويل (1864). استخدم إيفانز ما يصل إلى عشر قوالب من الألوان لطباعة ال80 رسمة بالمجلد.

في منتصف خمسينيات القرن التاسع عشر قام كلاً من إيفانز وفوستر بزيارة إلى اسكتلندا لابتكار رسم تخطيطي لسلسلة من الكتيبات، وقام إيفانز بطباعتها. نقش إيفانز بعد ذلك رسوم فوستر التخطيطية لقصيدة «سيدة البحيرة»، وكذلك للأعمال الشعرية لجورج هربرت (1856)، كما أنها طُبعت في إيدنبرج. أشار إيفانز إلى نقوش جورج هربرت قائلاً: «أفضل ما نقشت كانت تلك الرسومات». بحلول عام 1856 استكمل عملية طباعة الألوان بالقوالب الخشبية، كما حقق شهرة بصفته حفار الخشب الأكثر تفوقاً والأفضل في طباعة الألوان بلندن.
في أواخر الخمسينيات من القرن التاسع عشر عكف إيفانز على إصدار طبعة لقصائد أوليفر جولد سميث التي قام بالرسم التخطيطي لها فوستر، ونُشرت عام 1859. كان المجلد ناجح بشكل كافي لإصدار طبعة ثانية مصحوبة بإحدى عشرة رسومات إضافية طُبعت بالألوان، ونُشرت عام 1860. خلال ستينيات القرن التاسع عشر كانت أعماله الأكثر بروزاً تعود لكتاب تاريخ إنجلترا للكاتب جيمس دويل، والذي تضمن 80 رسمة توضيحية، وتُعد دليلاً على كفاءته بصفته سيد الألوان. أتاح منهجه في نقش الخشب بالألوان إنتاج الألوان المائية، كما أنه اُستخدم في الألبوم الفني؛ فنقش ستة عشر صور طبق الأصل بالألوان المائية، وطُبعت عام 1861. قبل أن يبدأ في طباعة كتب الأطفال كانت معظم أعماله أن يزود المجلات بطباعة الألوان مثل مِشعل المصابيح وصحبة المدرسة يوم الأحد والثرثار. بعد زيادة طلبات الطباعة استأجر إيفانز مكاناً في شارع فليت ليتوسع في عمله، وزوده بمحرك بخاري ومراجل وعديد من الآلات الإضافية الأخرى.
من أواخر خمسينيات حتى بداية ستينيات القرن التاسع عشر أنتج إيفانز قوالب، وطبع كتب - من بين العديد - رسمها دبليو اس كولمان من ضمنها السمات العامة لشاطئ البحر، والسمات العامة للدولة، وغاباتنا، والمرج، والسياج، والفراشات البريطانية. استنفدت عملية الطباعة 12 لون، وكذلك هوايته المعتادة، ألا وهي: الضغط اليدوي. خلال تلك السنوات أنهى عمله أيضاً على كتب فوستر، وهي: الكتاب السنوي لتعاليم الإنجيل، والطائر الأحمر الصغير، والطائر الأزرق الصغير. طبع إيفانز عام 1870 كتاب في دنيا الخيال، وسلسلة من الصور من عالم الجن التي قام بالرسم التخطيطي لها ريتشارد - أخو جيمس دويل - حيث صور دويل الجنيات التي تعيش بين الطيور، والثعابين، والفراشات، والخنافس كبيرة كما هي أنفسهم، كما أنتج حفر الخشب الأضخم للمجلد. احتوى المجلد 36 رسومات وتُعد رائعة الرسم في العصر الفكتوري. خلال ستينيات وسبعينيات القرن التاسع عشر عَيَّن 30 حفار خشب.
تزوج إيفانز عام 1864 ماري سبينس براون - ابنة أخت فوستر -، وعاش الزوجان في ويتلي، سري. كان فوستر جارهم، وكذلك جورج إليوت. علق إيفانز على عمله قائلاً: «لقد جعل عقلي وجسدي كلاهما يعملان بكفاءة؛ حيث كنت أضطر إلى توجيه حفاري الخشب إلى اتجاه الخطوط في قوالب الألوان، وعمال المطبعة إلى أنماط الأحبار المستخدمة في الطباعة، وفي أغلب الأحيان خلط الأحبار». يزور إيفانز برايتون كلما كان ذلك متاحاً حيث يستمتع بالهواء النقي.

## الصناعة والتقنية

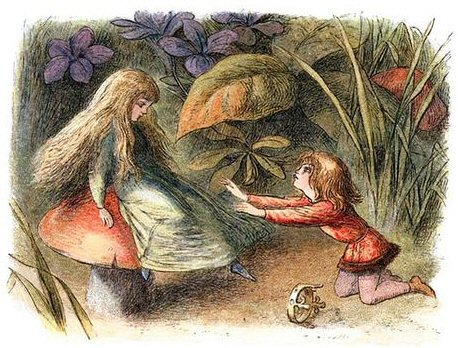
في أرض الجنيات، سلسلة من الصورة للعمل الحفري لعالم الجن، رسمها ريتشارد دويل، لونها إيفانز وطبعها عام 1870.

خلال العصر الفكتوري اكتسب فن الرسم التوضيحي للكتب شهرة، وتم دعمها من خلال حفاري الخشب. امتد فن الخشيب إلى عصور قديمة في أوروبا وإلى أبعد من ذلك في آسيا. كان يترك الحفار كلياً الأجزاء التي ستتم طباعتها باللون الأسود بشكل ناتئ لتسمح للرسم التوضيحي أن يتم طبعه بالإضافة إلى النص. طور توماس بويك من تلك التقنية في القرن الثامن عشر، «وأتقن الصنعة التي كانت تستخدم على نطاق واسع خلال القرن التاسع عشر؛ مما استلزم استخدام القوالب والأدوات المصنوعة من الخشب الصلب لنقش المعادن». نجحت الطريقة المفضلة للنحت البارز في الطباعة على جانب اللوح للقالب الخشبي؛ إلا أن بويك طبع على نهاية القالب ونحت الطبعة البارزة باستخدام المنقاش. عرف بويك صبيانه على تلك التقنيات - بما فيهم لاندلز - الذين بدورهم نقلوها إلى إيفانز. في ستينيات القرن التاسع عشر طور توماس بولتون طريقة لطباعة الصورة الفوتوغرافية على قالب، والذي بدوره سيساعد النقاش على العمل على سطح القالب.

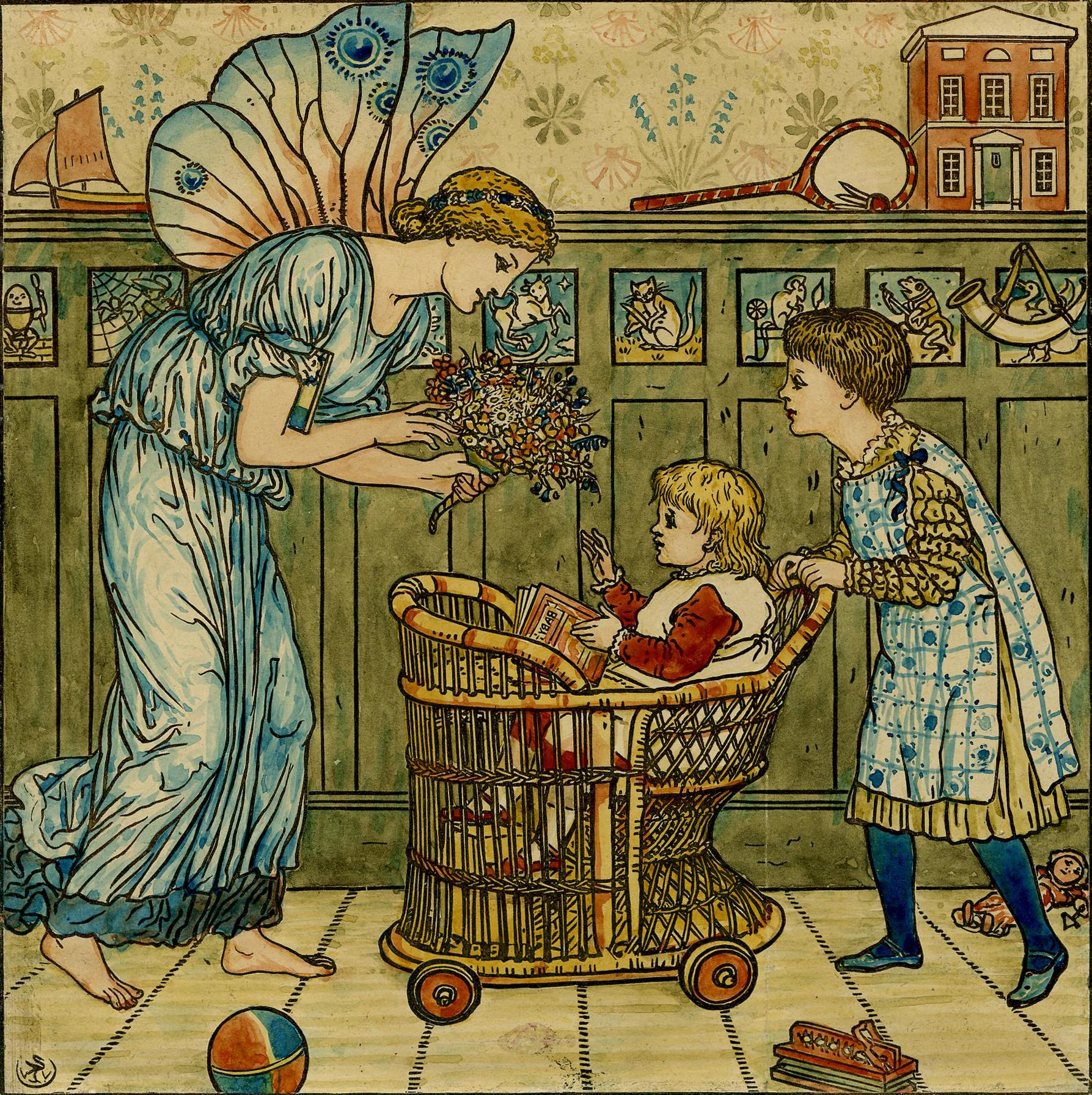
رسم كراني التوضيحي لواجهة باقة ورد لطفل، والتي حفرها وطبعها إيفانز.

في ثلاثينيات القرن التاسع عشر أعاد جورج باكستر شهرة الطباعة البارزة بالألوان الذي يُعرف بفن الرسم بالألوان؛ وذلك باستخدام «ألواح مفصلة تُستعمل باعتبارها خلفية مطبوعة بالنقش الغائر باستخدام الأكواتنت، واتباعها بألوان طُبعت بالحبر الزيتي باستخدام الأسطح البارزة -- وعادة القوالب الخشبية». اتبع إيفانز صنعة باكستر، لكن باستخدام القوالب الخشبية البارزة فقط. ابتكر إيفانز صورة طبق الأصل من الألوان المائية ل«قصائد أوليفر جولدسميث» عن طريق تركيب الألوان باستخدام قوالب ألوان منفصلة - واحدة تلو الأخرى - لإخراجها مثل الصورة الأصلية بتدرج ألوانها. في البداية نقش فوستر الرسم التوضيحي مباشرة على القوالب الخشبية التي سيتم قطعها، ثم أعاد إنتاج نسخة ملونة من الرسم. استخدم إيفانز خضاب مثل فوستر، ونقشها بنفسه لإنتاج أحبار مطابقة لألوان فوستر.أتم عملية الطباعة باستخدام مكبس يُدار باليد، بالإضافة إلى استهلاك تسعة أو عشرة ألواح طباعة جافة لكل رسم توضيحي. حفر إيفانز لكتاب تاريخ إنجلترا مطبوعات مَثَّلت ستة صفح فاصلة بداخل النص. نقش دويل الرسم التوضيحي مباشرة على القوالب الخشبية، وأنشأ بروفات ملونة. استخدم تسعة أو عشرة قوالب خشبية (قوالب ملونة) لكل من ال80 رسم توضيحي، والتي استخدمها إيفانز مرة أخرى في الطباعة باستخدام مكبس يُدار باليد. استخدام إيفانز للألوان وقدرته على إبداع درجاته الدقيقة هي سمة من مهارة إيفانز باعتباره فنان. كان عمله مميز بسبب سمة الجودة لنقش الخشب (النحت) وطريقته في الحد من استخدام الحبر لتحقيق نتيجة أكثر ذهولاً.

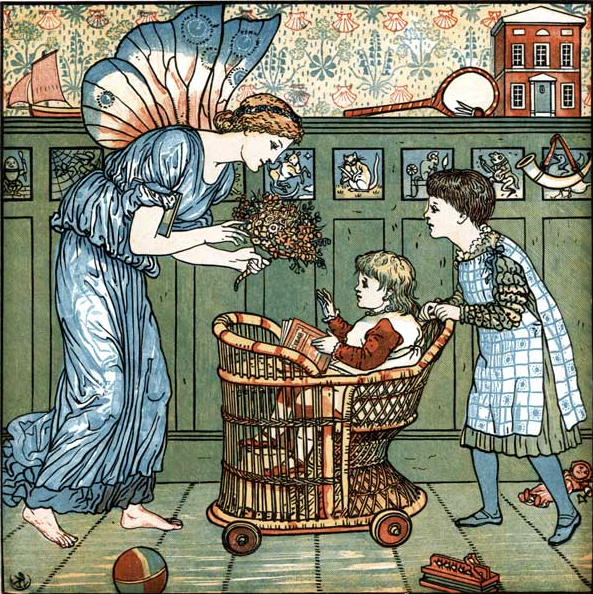
طبعة إيفانز المُلونة بالألوان الخشب للرسمة المُلونة بالألوان المائية بالأعلى يُظهر إمكانية تسويغ نظام الألوان بدون استخدام الدرجة الداكنة للجوارب، واستخدام درجة لونية أعلى من الأخضر، مع ترتيب منظم أكثر تركيزاً لزخارف ورق الجدران.

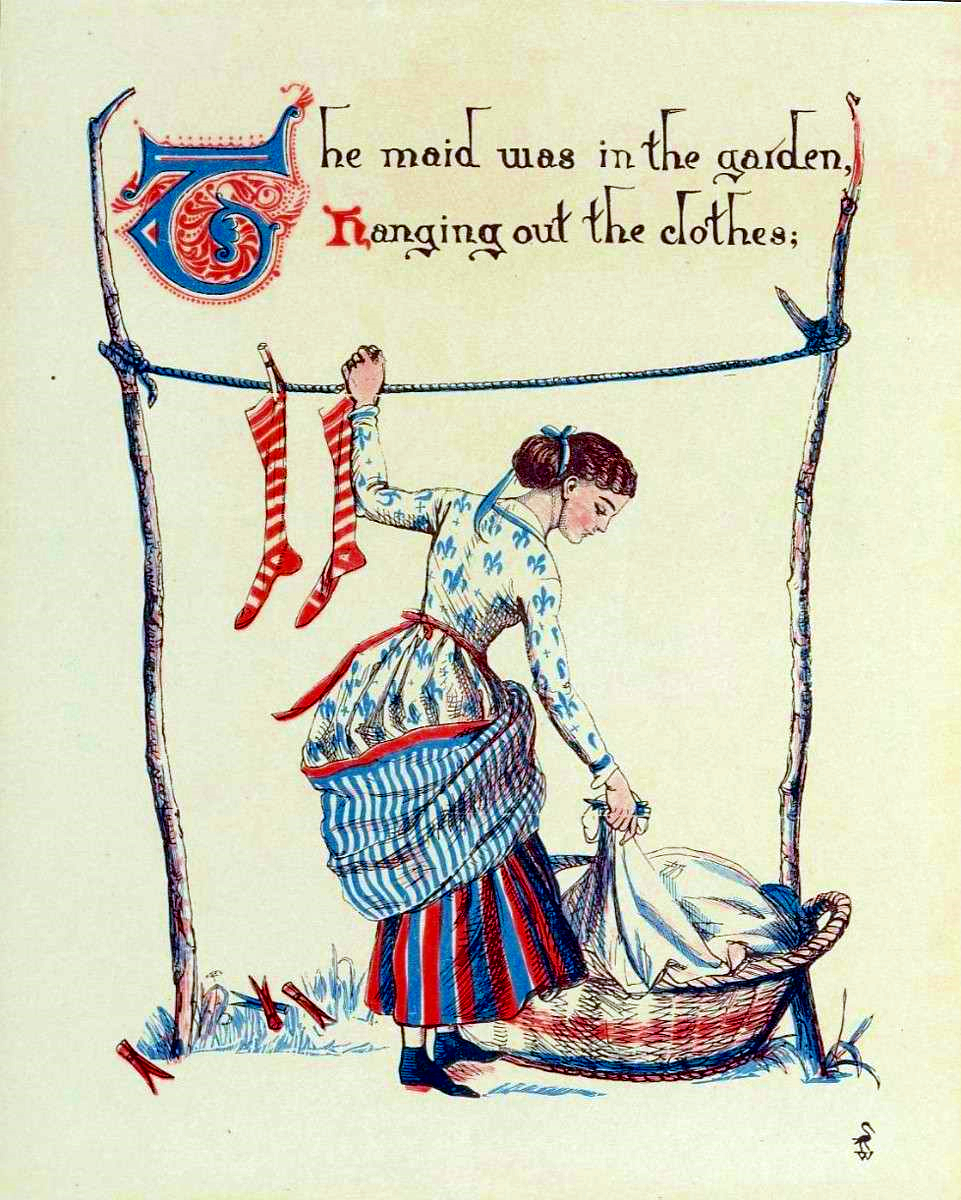
رسم من كتاب «غني أغنية الست بنسات» يُظهر التخطيط البسيط إلى جانب ثلاثة من النسق اللوني، طُبعت عام 1864. يُظهر فستان المرأة بعض من مزج الألوان الذي تحقق عن طريق التظليل، كما أن أعمدة الغسيل هي مزيج من الأحمر والأزرق.

تتضمن صنعة إيفانز عدة خطوات. في البداية يتم تصوير الرسم التخطيطي لرسم توضيحي صورة فوتوغرافية، ويُطبع على قالب في حين يتم حفره. يقوم الرسام بتلوين البروفات المطبعية للقالب الرئيسي، و «يحدد إيفانز بعد ذلك التتابع والتدوين ... ليصل إلى أقرب استنساخ للصورة الأصلية للرسام». كانت تُلَوَّن القوالب وتُنقش، وكان لكل لون قالب. كان يتم عمل بروفة مطبعية لكل قالب مُلَوَّن قبل النسخة المطبعية الأخيرة للقالب الأساسي. ستكون بذلك النسخة المطبعية نسخة طبق الأصل من الرسم الأصلي، لكن إيفانز كان يؤمن أن الطبعة لن تكون أبداً بجودة الرسم. أَولى عناية كبيرة إلى طحن أحباره وخلطها حتى تكون أقرب لمضاهاة الصورة الأصلية. في النهاية يُوضع كل قالب بحيث يسمح للألوان الفردية أن تُطبع على الصفحة تماماُ كما يُراد. استخدم أقل عدد من الألوان على قدر المستطاع لأنه كان على دراية بالتكاليف وجودة الطباعة. كان اللون الأساسي المستخدم في الرسم الأسود، بالإضافة إلى لون أو لونين، ولون الجلد الذي يبين تفاصيل الوجه والأيدي. في بعض الحالات يُمكن لإيفانز استخدام عدد قليل من قوالب الألوان يبلغ أربعة قوالب، وهم على الأرجح: الأسود، ولون الجلد، واثنين من الألوان الأولية، كما أن استخدامه للون الأصفر أتاح له مجال أوسع. كان يُطبع كل لون من خلال قالب حفري منفصل، وكان عدد القوالب يتراوح بين 5 إلى 10 قوالب. كانت المشكلة الرئيسة هي التمسك بالتدوين الصحيح عن طريق حفر الفتحات الصغيرة في مواضع محددة على كل قالب، والتي من خلالها سيتم تثبيت الورقة. إذا تمت العملية بطريقة صحيحة ستتطابق الألوان، على الرغم أن أحياناً يمكننا رؤية سائل الحبر على حافة الرسم التوضيحي.
يرسم الفنان غالباً الرسم التوضيحي بالمقلوب، ويطبعها مباشرة على القالب؛ وفي بعض الأحيان ينسخ عامل المطبعة رسم توضيحي للصورة. بعد ستينيات القرن التاسع عشر أصبح بالإمكان طبع الصور فوتوغرافياً على القوالب؛ بالرغم من أنها تُعد أكثر صعوبة لعامل المطبعة أن ينحت البروزات دون ترك الخطوط البارزة للرسم التوضيحي. تم إعادة إنتاج الكتب التي طبعها إيفانز باستخدام بعض القوالب الأصلية التي ظلت في استخدام مستمر لأكثر من قرن. 

## كتب الأطفال
يعتبر النقاد أهم أعمال إيفانز مطبوعاته لكتب الأطفال انطلاقاً من الجزء الأخير من القرن بالتعاون مع والتر كراني، وكاتي غريناواي، وراندولف كالديكوت مما أحدث ثورة في نشر كتب الأطفال. في بداية القرن كانت كتب الأطفال غالباً تُلون باليد؛ ونتج عن فن التخطيط بالألوان الذي أتقنه إيفانز «تقدم هائل في كتب الأطفال المتضمنة صور ملونة في الربع الأخير من القرن». في عام 1865 اتفق إيفانز مع دار نشر روتليدج أند وارني بتوفير كتب للألعاب--كتب ذات غلاف ورقي مكونة من ست صفحات، وتُباع كلٌ منها بستة بنسات. قد «أحدثوا ثورة في مجال كتب الأطفال»، وأتاحوا لإيفانز مجالسة رسامي كتب الأطفال. صار متجر كتب الألعاب كبير جداً لدرجة أنه بدأ النشر بنفسه، وكلف الفنانين للعمل على الرسوم التوضيحية. عندما زادت الطلبات بما يفوق طاقته، وظف شركات حفر أخرى لسد الطلبات.
يُعَد مفهوم كتاب الصور للأطفال؛ مع هيمنة الفن على النص بدلاً من الرسوم التوضيحية المُلحقة بالنص من اختراع منتصف القرن التاسع عشر. وفقاً لجوديث سالتمان من جامعة كولومبيا البريطانية يُعد عمل إيفانز بصفته عامل مطبعة لكتب الصور للأطفال جدير بالذكر على وجه الخصوص؛ فهي تعتقد أنه طبع الجسد الأكثر تميزاً في كتب الرسم التوضيحي للأطفال خلال العصر الفكتوري، كما يُعد الرسامين الثلاثة الذين طبع لهم إيفانز أعمالهم «مؤسسي اصطلاح كتب الصور في كتب الأطفال الأمريكية والإنجليزية». اعتبر إيفانز الطباعة كاملة الألوان تقنية مناسبة تماماً للرسوم التوضيحية البسيطة في كتب الأطفال. ناهض إيفانز كتب الرسوم التوضيحية للأطفال المُلونة بصورة فجة؛ فهو يعتقد أنها يمكن أن تصبح أجمل وأقل تكلفة إذا كان عدد النسخ المطبوعة كبير بما يكفي للحفاظ على التكاليف. عند قيام إيفانز بذلك وَظف والتر كراني، وكاتي غريناواي، وراندولف كالديكوت بصفتهم رسامين، وصار جميعهم ناجحين، ويعود الفضل "لإدراك[ ؟ ] إيفانز وشجاعته وإنتاجه اللوني الرائع".

### والتر كراني
في عام 1863 عَين إيفانز والتر كراني لرسم أغلفة روايات السكة الحديد رخيصة الثمن، والتي تُسمي «الأغلفة الصفراء» ــــ رمزاً للونها الأصفر. في عام 1865 اشترك كلٌ منهما لإنتاج كتب للأطفال تتضمن أغاني الأطفال والحكايات الخرافية. أنتج كلٌ من كراني وإيفانز - ما بين عامي 1865 و1876 - كتابين للأطفال أو ثلاثة في السنة. أقدم كتب تلك السلسلة (والتي زاد تداولها) تضمنت لونين فقط، وهما: الأحمر والأزرق، بالإضافة إلى الأسود[ ؟ ] أو الأزرق المُستخدم للقالب الرئيسي. رسم كراني رسوم توضيحية للكتب القديمة التي طبعها إيفانز، وهي: «هذا هو المنزل الذي بناه جاك» و«غني أغنية الست بنسات»، حيث ظهرت التصميمات البسيطة بدون تزيين الخلفية، وطُبعت فقط بألوان الأحمر والأزرق والأسود[ ؟ ]. رسم كراني رسم توضيحي ل50 كتب للأطفال - ما بين عامي 1865 و1886 - حيث نقشها إيفانز وطبعها بالكامل. أتاحت تلك الكتب الناجحة تجارياً لكراني أن يكون واحداً من أشهر رسامي كتب الأطفال بإنجلترا.
رسم كراني تصميماته مباشرة على القوالب. تطورت التصميمات تدريجياً نتيجة لتأثر كراني بالمطبوعات اليابانية. في عام 1869 أضاف إيفانز استخدام اللون الأصفر والذي مزجه مع الأحمر والأزرق لخلق تنوع واسع في تدرج الألوان. استلم كراني السنة التالية لها مجموعة من المطبوعات اليابانية، وأبهره "المخطط الأسود[ ؟ ] الواضح، وتألق السطح بالإضافة إلى الألوان الدقيقة" حيث طبق تلك التقنيات في الرسم التوضيحي لكتب الأطفال. انعكس اهتمامه بتفاصيل التصميم كالأثاث والملابس في رسوماته. عمل كلٌ من إيفانز وكراني طوال تلك السنوات لحساب دار نشر روتليدج، وتعاونا لإنتاج كتب مثل القزم الأصفر، الجميلة والوحش، الأميرة بيلي - إتويل، والشخص الفاضل. باع كراني رسوماته مباشرة لدار النشر، وبالإضافة إلى تكاليف الحفر والطباعة كانت توجد حاجة لنسخ مطبعية كبيرة.
سافر كراني إلى الخارج في الفترة ما بين عامي 1871 و1873 بينما واصل إيفانز طباعة عمله. تسلم إيفانز رسومات كراني عبر البريد، وطبع الصورة على القالب الرئيسي ليتم حفرها ثم أعاد نسخة مطبعية لكراني للتلوين. في عام 1878 تعاون كلٌ من إيفانز وكراني في إنتاج كتاب أوبرا[ ؟ ] الطفل؛ هذا العمل المعقد ملئ بعشرات الصفح المرسومة كاملاً، والخطوط التي تزين ال56 صفحة. زار كراني إيفانز في منزله في ويتلي لتصميم الكتاب. أعطي إيفانز لكراني نموذج[ ؟ ] للكتاب لتصميم مخطط للمجلد[ ؟ ] بالكامل. نتج عن عملية الطباعة الأولى 10000 نسخة، إلا أن إيفانز أضاف سريعاً العديد منها مع تزايد الطلب على المجلد[ ؟ ]. أضاف إيفانز ألوان أكثر إلى الرسوم التوضيحية مضيفاً ألوان طفيفة لدرجات اللون الأزرق، ودرجات اللون الأصفر، ودرجات الأحمر الطوبي حيث خلطها بدقة مستبدلاً الألوان الأكثر إشراقاً للعمل السابق.
في عام 1880 رسم كراني كتاب «عبق الطفل» وطبعه إيفانز؛ وهو عبارة عن مجموعة مميزة من الأشعار والمقطوعات الموسيقية القديمة التي راجت حتى بيع منها مئات الآلاف من النسخ. أظهر الكتاب تأثيراُ واسعاُ بداية من مجموعة «ما قبل رافليتس»، و«الفن الياباني» حتى «حركة الفنون والحرف». في عام 1889 نُشر كتاب «عيد الزهور: قناع من الزهور»؛ وفيه ترمز الزهور المميزة للشخصيات البشرية حيث استخدم إيفانز لتلوينها ما يصل إلى ثماني قوالب. أسفر تعاونهم الأخير عن طبعة لرواية «أليس في بلاد العجائب» بالإضافة إلى الإصدارات الملونة لرسوم جون تينيل التوضيحية عام 1890، ولكتاب «الأزهار الخيالية في الحديقة الإنجليزية القديمة» عام 1899.

### راندولف كالديكوت

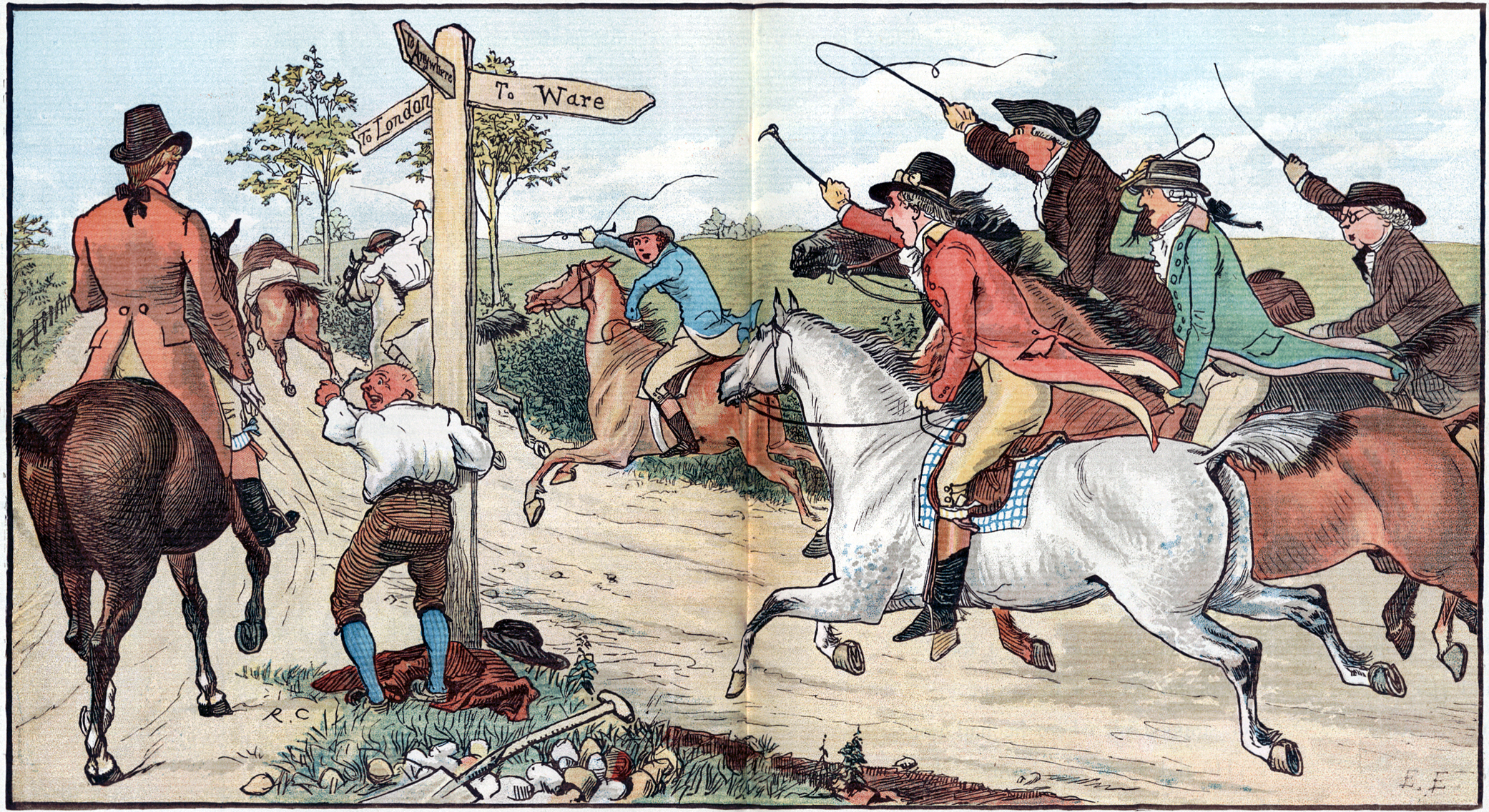
حَفْر على صفحتين متقابلتين، طبعها إيفانز ورسمها كالديكوت من كتابه "القصة المسلية لجون غيلبين"، طبعة 1887 أظهرت تقنية فصل الألوان والتنقيط

تسبب الضغط الذي يمثله هذا الإنتاج الثابت لكراني أن يوقف عمله لفترة من الوقت، واستبدل إيفانز راندولف كالديكوت به بعدما رأى رسومات مجلته التي أعجبته. في البداية استأجر إيفانز كالديكوت لرسم رسوم توضيحية لكتب الشعر للأطفال؛ بدءاً بإصدار طبعة جديدة لكتاب «المنزل الذي بناه جاك» عام 1877. اقترح إيفانز تزويد كل صفحة برسمة، والتي كانت «في الغالب أكثر بقليل من التخطيط» لتجنب الصفحات الفارغة التي كانت معتادة في كتب الأطفال في تلك الفترة. في عام 1878 نُشر كتاب «القصة المسلية لجون غيلبين» حيث رسم كالديكوت مخططاته وطبعه إيفانز. زود إيفانز كالديكوت بالأدوات اللازمة للرسم، ونقده على أساس كمية المبيعات. شرح إيفانز كيفية تنسيق عمله قائلاُ:
```
وافقت على المجازفة بحفر القوالب الرئيسية التي رسمها على الخشب؛ فبعدما قام بتلوين النسخة المطبعية زودته 
باحتياجاته، ونقشت القوالب ليتم طباعتها على ورقة رسم بأقل عدد ممكن من الألوان حسب الحاجة ... القالب 
باللون البني الغامق، ولون الجسد للوجوه والأيدي، الذي أينما كان سيجعل الألوان الأخرى قريبة بما فيه الكفاية 
للنسخة الملونة، ألوان كالأحمر، والأزرق، والأصفر، والرمادي.
[
52
]
```

بداية من عام 1878 حتى عام 1885 رسم كالديكوت رسوم توضيحية كل عام لكتابين لصالح إيفانز، وأسس سمعته كرسام. أُصدرت الكتب في موسم الكريسماس حيث ستوفي المبيعات بالغرض لكفالة[ ؟ ] نسخة مطبعية يبلغ عددها 100,000. فيما بعد نُشرت نسخ مجمعة لأربع أعمال أُعيدت طباعتها في مجلد[ ؟ ] واحد. في أواخر سبعينيات القرن التاسع عشر تعاون كلٌ من إيفانز وكالديكوت لإصدار 17 كتاب، والذي يُعد أفضل أعمال كالديكوت، والذي حول «مسار كتب الأطفال المُصورة». رسم كالديكوت على ورق مسطح بالقلم الحبر، وطُبع على الخشب. حفر إيفانز نسخة طبق الأصل من الرسم في القالب الخشبي. اُستخدمت ستة قوالب (قالب لكل لون) لتصميم «صورة ذات جودة دقيقة عالية» متعددة الألوان.
تُوفى كالديكوت بمرض السل عام 1886، وفي العام التالي طبع إيفانز مجموعة من صوره المرسومة في الكتب بعنوان: «المجموعة الكاملة للصور والأغاني». يشرح روري ماكلين (Ruari McLean) - في مقدمة كتابه ذكريات إيفانز - أن الطبعات المُعادة من كتاب كالديكوت «المنزل الذي بناه جاك» - في أواخر ستينيات القرن العشرين - لا زالت تُطبع بشكل مُدهش من الألواح المصنوعة من القوالب الخشبية الأصلية، والتي حفرها إيفانز.

### كاتي غريناواي

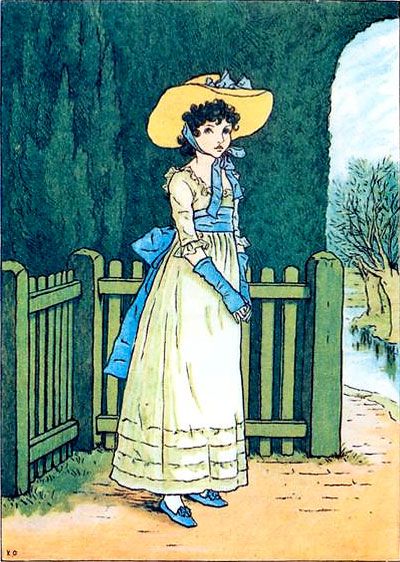
"سوزان بلو" رسمتها كاتي غريناواي (1885)، وحفرها إيفانز وطبعها. قبعة الفتاة مجسمة باللون الأصفر في مقابل الخلفية الخضراء التي نتجت عن طريق دمج اللونين: الأزرق والأصفر.

في أواخر سبعينيات القرن التاسع عشر أقنعت كاتي غريناواي - والتي قضت وظيفتها السابقة في رسم بطاقات التهنئة - والدها بالعمل الحفري لتعرض على إيفانز مخطوطتها الشعرية «أسفل النافذة». دعاها إيفانز للقدوم إلى ويتلي، واسترسل في كلامه قائلاً: «أصابني الذهول في الحال لرؤية هذا الابتكار في الرسم والأفكار في الشعر، لذا قررت شرائهم في الحال.» اعتقد إيفانز أن رسوماتها ستكون جذابة تجارياً، وحَثَّ روتليدج على نشر الكتاب. كتب إيفانز عن أول مجموعة لغريناواي للرسم وأبيات الشعر قائلاً:
```
بعدما حفرت القوالب والقوالب 
الملونة
 أصدرت أول طبعة مُكونة من 20,000 نسخة، وسخر الناشرين للمخاطرة بهذه الطبعة الضخمة 
لكتاب
 
يبلغ ثمنه ورقة من فئة الست 
شلنات
؛ إلا أن الطبعة نفدت قبل أن أتمكن من إصدار طبعة أخرى؛ في الوقت نفسه بيعت النسخ بأكثر من 

القيمة الإسمية
. ظلت إعادة الطبع مستمرة حتى وصل عدد النسخ إلى 70,000 نسخة.
[
59
]
```

عندما رأت جورج إليوت رسومات غريناواي بينما كانت تزور عائلة إيفانز في منزلهم ذُهلت بهم كثيراً؛ إلا أنها رفضت طلب إيفانز بكتابة قصة للأطفال، وتقوم برسمها غريناواي. بعد نشرها عام 1879 أصدر إيفانز 100,000 نسخة من «أسفل النافذة» (بما في ذلك طبعات ألمانية وفرنسية)، مما ساعد غريناواي في الانطلاق في وظيفتها بصفتها أديبة ورسامة لكتب الأطفال. دفع إيفانز لغريناواي نقودها بالكامل لعملها الفني في «أسفل النافذة»، إلى جانب نصيبها في ثلث الأرباح نتيجة لتكاليف الطباعة؛ إلا أنه في الأعمال اللاحقة شاركها بالتساوي في الأرباح بعد طرح تكاليف الطباعة منها. طبع إيفانز رسومات غريناواي على الخشب، وحفر صور طبق الأصل منها، كما ابتكر قوالب ألوان للأحمر والأزرق والأصفر ولون الجلد.
أبدى إيفانز اهتمام خاص بالتفاصيل في طباعة مخطوطها «الأم غوس».اللمسة الأنتيكية أضافت إلى نمط العمل الفني الذي يعود إلى حقبة الوصاية على العرش بينما اختياراته للحبر والألوان حملت طابع المجلد[ ؟ ] المُلون الذي يناسب طبعة يتم تسويقها على نطاق واسع. لتحقيق اللمسة الأنتيكية يُضغط الورق الخام ويتم طباعته، وتُستعاد الخشونة بعد الطباعة عن طريق غمس الورقة في الماء. كمثال على إنتاج كتب القرن التاسع عشر تُعد «الأم غوس» استثنائية، وطُبعت الصور طبق الأصل جيداً في منتصف القرن العشرين.
خلال ثمانينات القرن التاسع عشر طبع إيفانز لغريناواي من اثنين إلى ثلاثة كتب في العام، وتحتوي على طبعة مُكونة من 150,000 نسخة ل«كتاب عيد الميلاد» لكاتي غريناواي (1880)، بالإضافة إلى «الأم غوس» (1881)، و«لغة الزهور» (1884)، و«حديقة الآذريون» (1885)، و«زمار هاملين» (1887)، و«الملك بيبيتو» (1889). بداية من منتصف ثمانينات حتي منتصف تسعينيات القرن التاسع عشر طبع إيفانز تسع روزنامات، ورسمتها غريناواي __ واحدة لكل عام. استفادت غريناواي خلال تعاونها مع إيفانز. لكونه الناشر الرئيسي لكتب الأطفال زود روتليدج غريناواي بقاعدة تجارية كان من الممكن ألا تحققها لولا نفوذ إيفانز. زعمت آني لوندن - الباحثة في أدب الأطفال - أن الجودة المميزة لطباعة إيفانز، بالإضافة إلى شهرته بصفته طابع لكتب الأطفال دمج اسم غريناواي معه مما زاد من الإغراء التجاري لها. كثيراً ما زارت غريناواي عائلة إيفانز، ولعبت مع بناتهم الثلاث، واستمرت في زيارته حتى بعد انتقاله إلى فنتنور. خلال حياتها المهنية بصفتها رسامة استندت إلى إيفانز كطباع وحفار الخشب الوحيد.

## العمل في وقت لاحق والتقاعد
تحول إيفانز أخيراً إلى استخدام تقنية الطباعة ثلاثية الألوان. في عام 1902 استخدم إيفانز «الطباعة ثلاثية الألوان لهنتشل المُطَورة حديثاً»، وذلك بناءً على طلب بياتريكس بوتر لطباعة رسوماتها المُلونة بالألوان المائية لكتابها الأول «حكاية الأرنب بيتر». في نهاية رحلته المهنية لم يعزَ كل أعماله إلى التقنية ثلاثية الألوان؛ ففي عام 1902 حفر إيفانز كتب «الأغاني الإنجليزية القديمة» و«رقصات لدابليو غراهام روبرتسون»، وطبعها، كما وصفت بأنها متناسقة ودقيقة.
في عام 1892 انتقل إيفانز إلى فنتنور على جزيرة وايت، وأحال حرفة الطباعة إلى أبناءه ويلفريد وهربرت، إلا أن لدى توقفه صار حفر الخشب غير معروف. خلال عِقده الأخير كتب «مذكرات إدموند إيفانز»؛ وهو مجلد[ ؟ ] صغير وصفه ب«الذكريات المشتتة لرجل عجوز». ضم إيفانز في هذا الكتاب تفاصيل قليلة عن ممارساته وصنعته المهنية، وذلك هام جداً لأنه أضاف إلى المعلومات المحدودة المتاحة عن الطابعات الملونة في تلك الحقبة. في ستينيات القرن العشرين نقَّح روري ماكلين ال102 صفحة غير المنقحة من النسخة المطبوعة، والتي أعطاها إياه حفيد إيفانز، ونشرتها مطبعة جامعة أكسفورد عام 1967.
توفي إيفانز عام 1905، ودُفن في مقابر فنتنور. خلف إيفانز وراءه نجلين وثلاث بنات. اشترت الشركة المحدودة ل W. P Griffith الشركة، وصار ريكس - حفيد إيفانز - المدير التنفيذي. قبل وفاة إيفانز عرض على بياتريكس بوتر ربح في الشركة لكنها رفضت بعد أن اشترت مؤخراً مزرعة في منطقة البحيرات.

## أعمال مختارة
- زيارة إلى الأراضي المقدسة (Visit to the Holy Land)، كتبتها إيدا بفايفر. (1852)
- تاريخ روسيا (The History of Russia)، باستخدام ألواح باللونين: الأصفر والأسود. (1854)
- قصائد أوليفر جولدسميث (The Poems of Oliver Goldsmith)، وقام إيفانز بالرسوم التوضيحية. (1859)
- الأشكال الشائعة للمجهر (Common Objects of the Microscope)، كتبه جون جورج وود، وصمم توفن ويست (Tuffen West) الألواح، وطُبع باستخدام ستة إلى اثنى عشر لون. (1861)
- مغامرات باهرة (Marvelous Adventures)، قام بالرسم التوضيحي له فيز. (1862)
- تاريخ إنجلترا (A Chronicle of England)، قام بالرسم التوضيحي له جيمس دويل. (1864)
- أبجدية السكك الحديدية (Railroad Alphabet)، أول كتاب للأطفال يقوم والتر كراني بالرسم التوضيحي له. (1865)
- في أرض الجنيات (In Fairyland)، سلسلة من الصور من عالم الجن، رسمها ريتشارد دويل. (1870)
- جون غيلبين (John Gilpin)، رسمها راندولف كالديكوت. (1878)
- أسفل النافذة (Under the Window)، رسمتها كاتي غريناواي. (1879)
- بعض الطيور والحيوانات (Some of My Feathered and Four-Footed Friends)، مُزودة ب24 لوح حفرها دالزيل وطبعها إيفانز. (1883)
- تعلم الأبجدية باستخدام الأصوات (Apple Pie ABC)، كتبتها كاتي غريناواي، وقام إيفانز بالحفر وطباعة الألوان. (1886)
- جليسة الأطفال أليس (The Nursery Alice)، كتبها لويس كارول، وقام بالرسم التوضيحي لها جون تينيل. (1890)

## صور إضافية لإيفانز

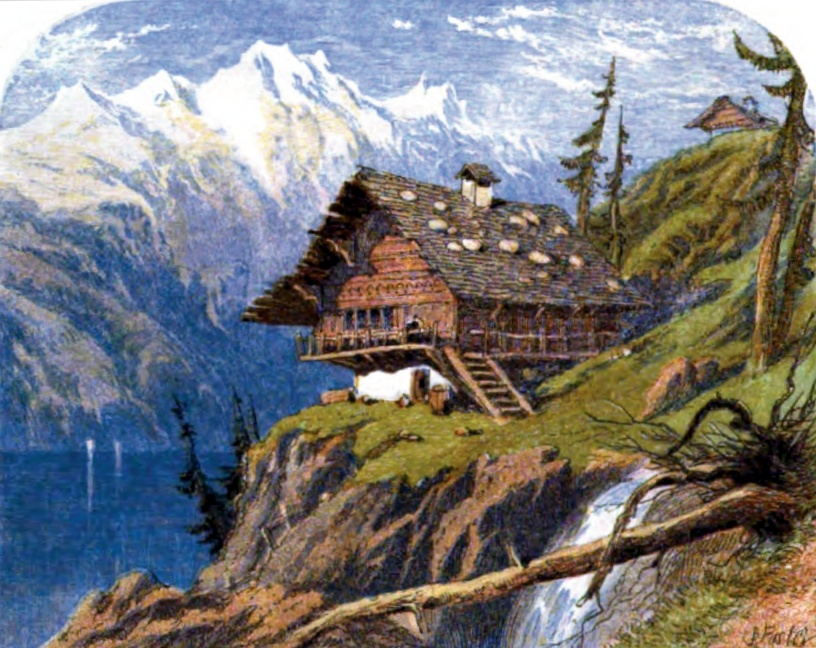
تعليق1
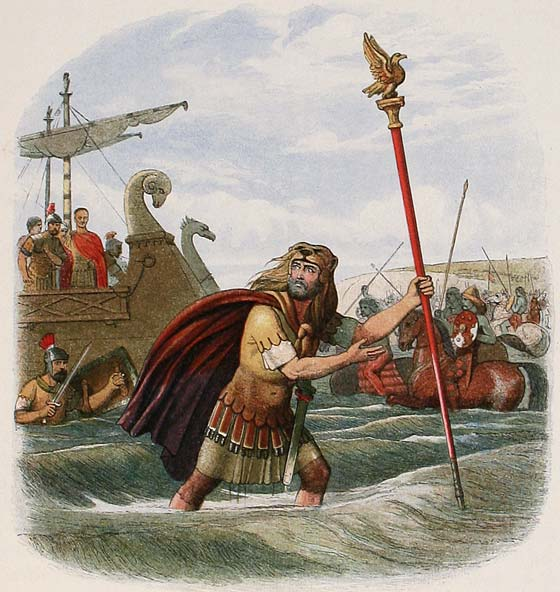
تعليق2
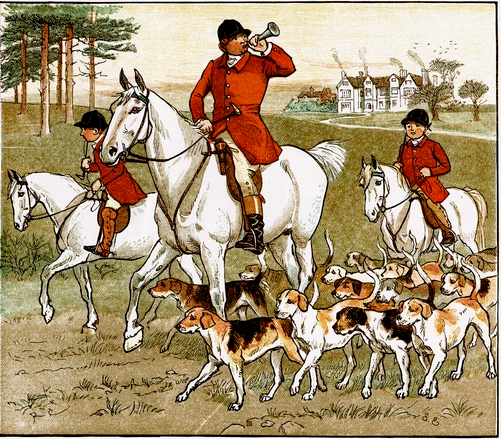
تعليق3
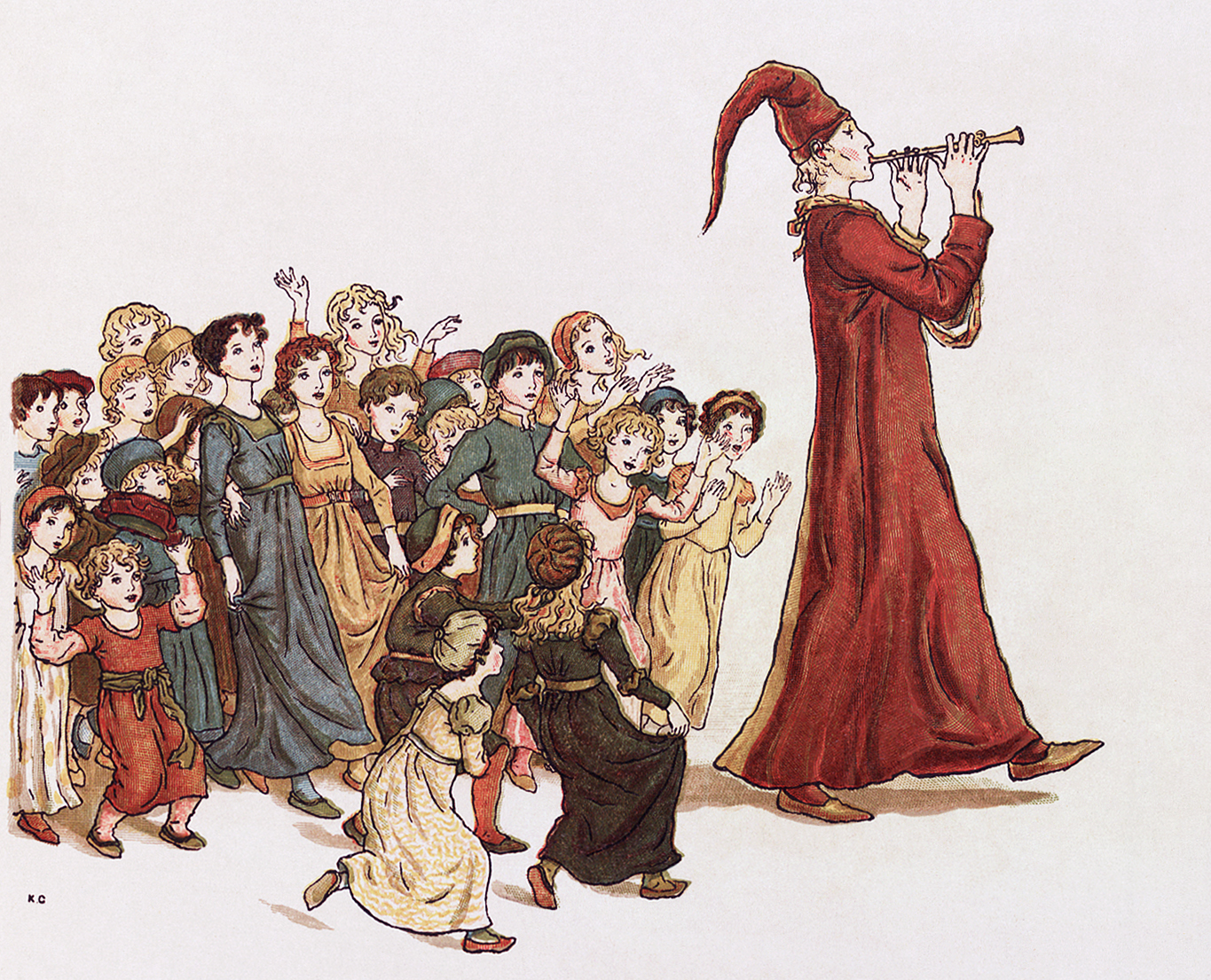
تعليق4

## تفاصيل رسم جون غيلبين

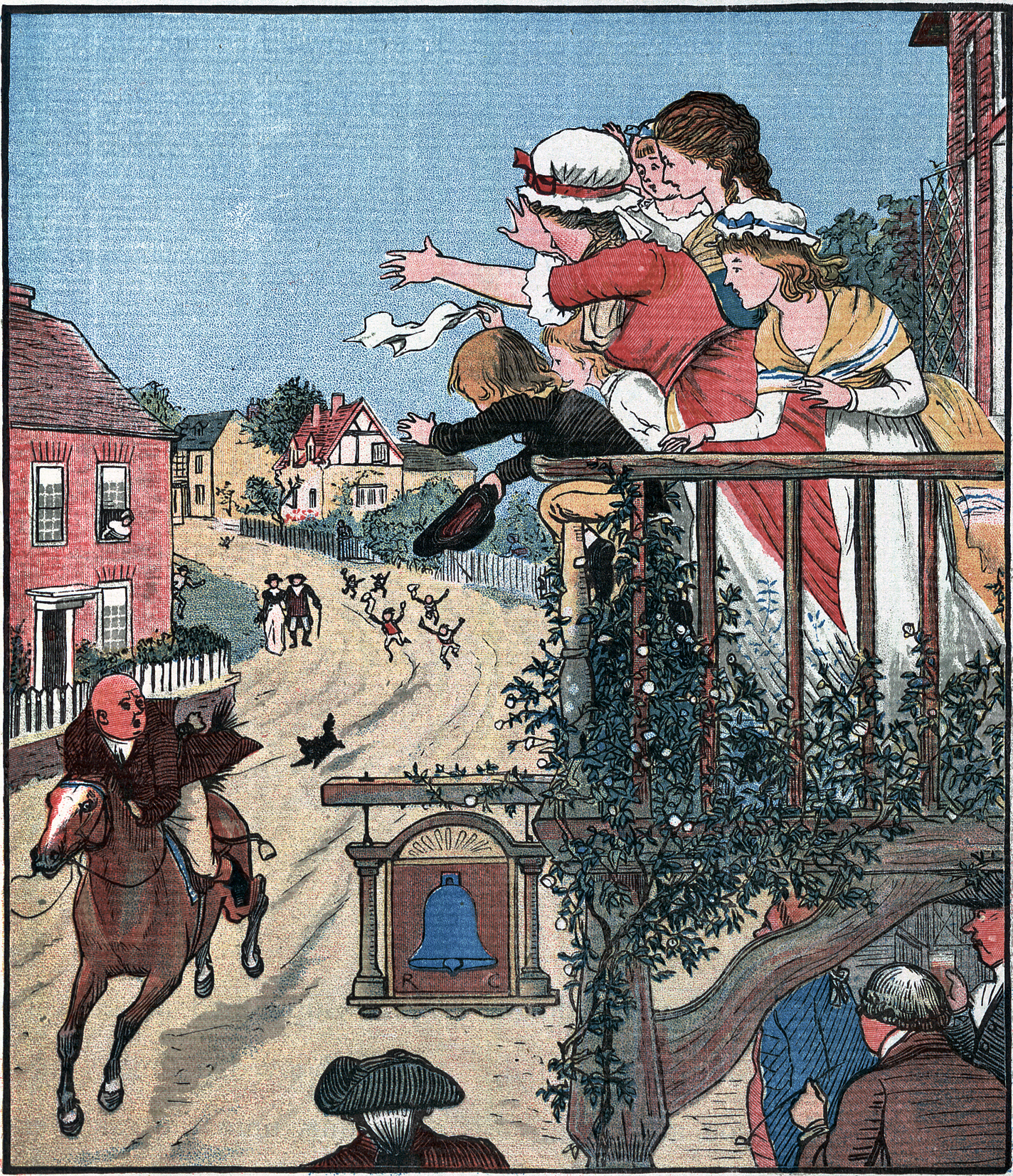
تعليق1